# Thomas Koschat
Thomas Koschat (Klagenfurt, 8 de agosto de 1845 - Viena, 19 de mayo de 1914) fue un compositor y director de coro austriaco. Gracias a él se hicieron populares en Europa y América las canciones populares de Carintia.

## Biografía
Koschat estudió en Viena Química y canto en la Ópera de Viena como bajo. Después llegó a ser Director del Coro de la Ópera de Viena. Fue el fundador del quinteto Koschat, con el que hizo varias giras por Europa y América. 

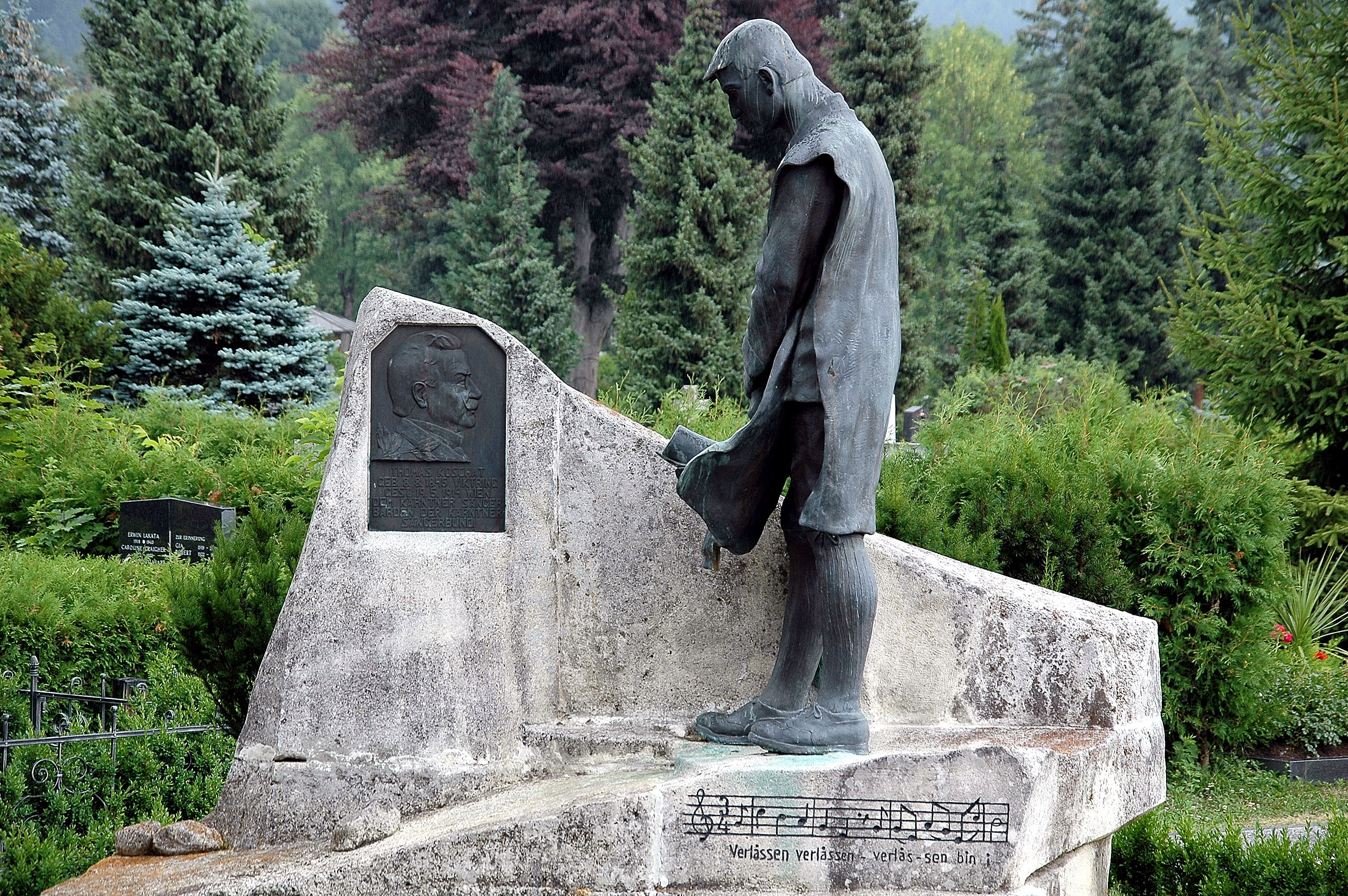
Tumba de Thomas Koschat

El quinteto tocaba, además de valses, canciones corales y canciones de Carintia, que fueron de este modo popularizadas por el mundo. A lo largo de su vida recibió numerosos reconocimientos, entre los que destaca la Orden del Águila Roja, que le fue otorgada por el Kaiser Guillermo II de Alemania.

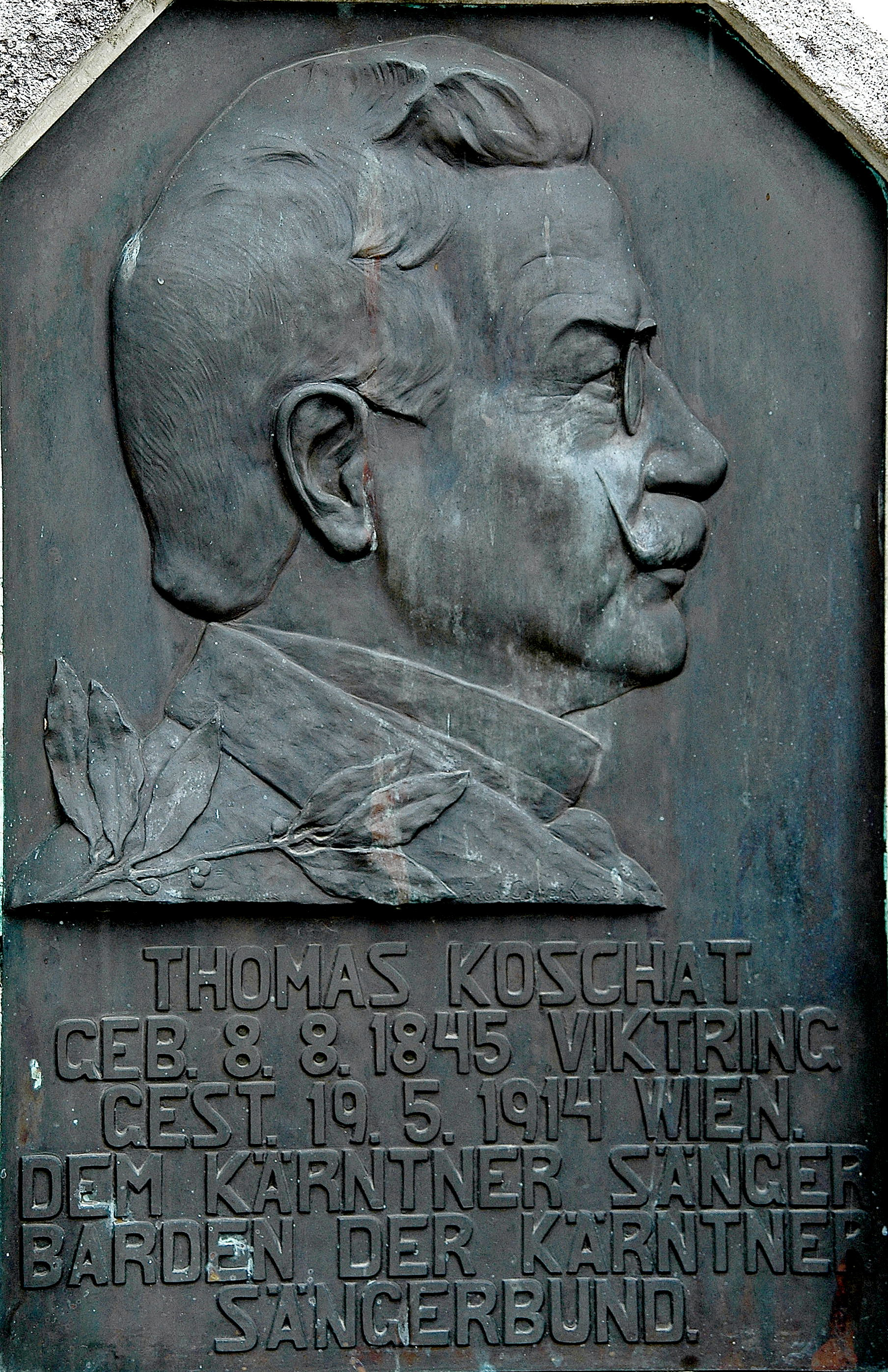
Inscripción en la tumba de Thomas Koschat

Thomas Koschat está enterrado en el cementerio Annabichl de la ciudad de Klagenfurt. 
- Wikimedia Commons alberga una galería multimedia sobre Thomas Koschat.

- Datos: Q2425533
- Multimedia: Thomas Koschat / Q2425533